# موتشي

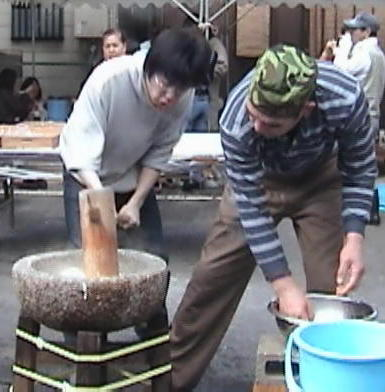
طريقة مُتشِتسوكي، هي الطريقة التقليدية في صناعة المُتشي.

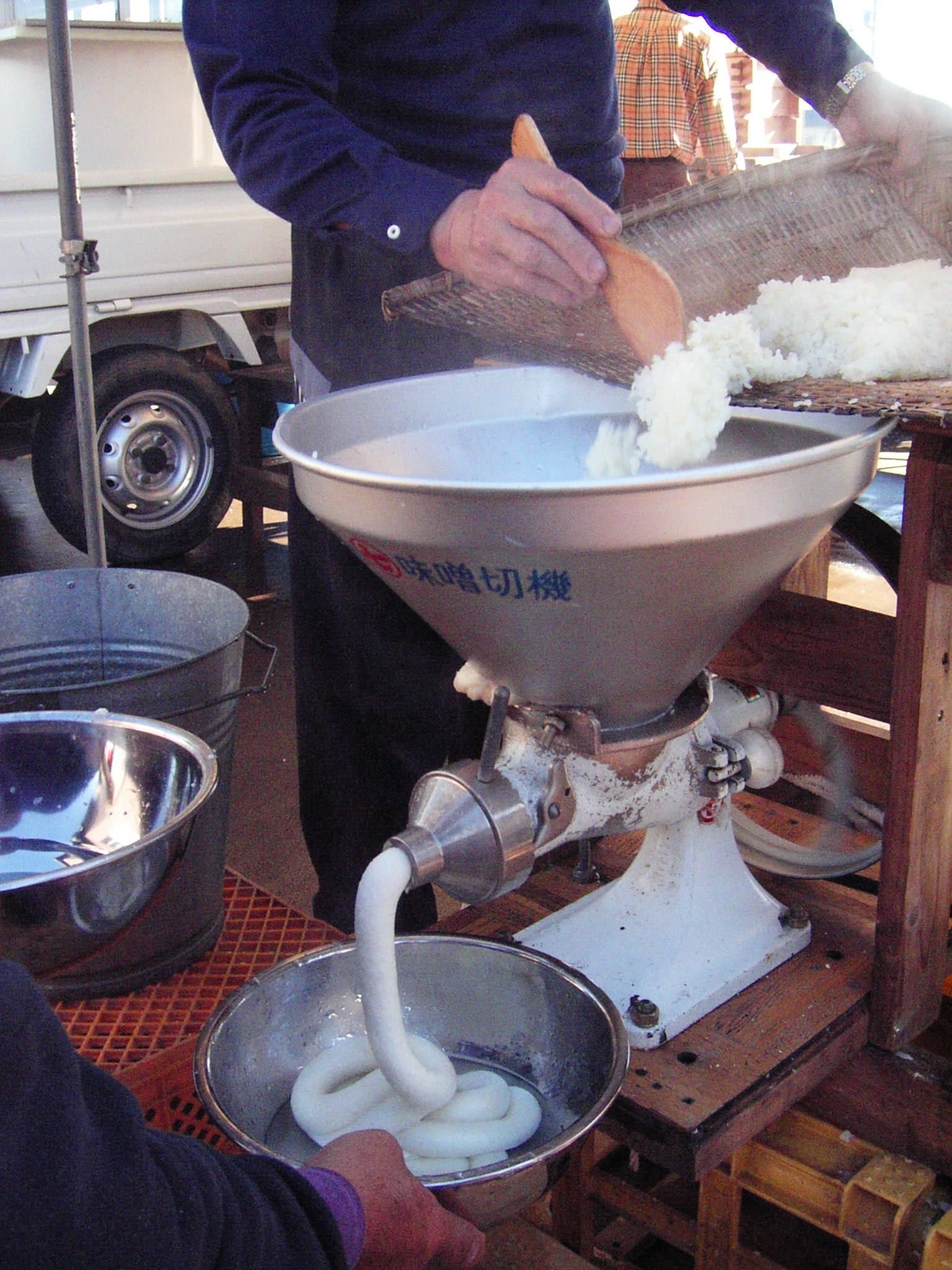
صناعة المُتشي في آلة حديثة.

المُتشي أو الموجي أو (نقحرة: موتشي) (باليابانية: 餅) هو حلوى رز في اليابان تصنع من الأرز الدبق بشكل عجيني يشكل في قوالب. تحضر في اليابان عادة ضمن طقس يسمى مُتشِتسوكي (餅つき)، وعلى الرغم من أنه يستهلك على مدار السنة، إلا أن المُتشي هو طعام تقليدي في عيد رأس السنة الياباني وعادة ما يباع ويستهلك في تلك الفترة.

## لمحة عامة
ينتشر المُتشي في الصين وكوريا وجنوب شرق آسيا حيث له عدة أنواع، حيث كان يصنع قديماً من القمح والشعير والدخن والذرة الصفراء. عادة ما يؤكل المُتشي بإضافة النكهة له، كالملح وهو يستخدم في بعض الأطباق الصينية.
يصنع المُتشي في اليابان من الرز وهو أحد العناصر الأساسية في الثقافة اليابانية التقليدية المتعلقة باحتفالات رأس السنة.
تحتوي قطعة من المُتشي بحجم علبة أعواد ثقاب على حريرات تعادل الحريرات الموجودة في صحن من الرز، وهو سهل الحفظ لذلك يستخدم بشكل كبير كطعام في الحالات الطارئة أو عند حدوث الكوارث الطبيعية.

## الأنواع والاستخدامات
يمكن تحضير المُتشي في المنزل أو الحصول عليه جاهزا. يقلى (بالزيت للأصحاء أو بالماء للمرضى) في مقلاة بعد تقطيعه إلى أشكال وأحجام متنوعة أو يطهى بالبخار أو يسلق أو يخبز. يوضع برش المُتشي أيضا على سطح الأطعمة المطهوة مع جبنة التوفو في الأواني العميقة لتعطي تأثير الجبن السائح. وينتفخ المُتشي عند طهوه ليصبح فطائر رائعة تؤكل مع مشروب الفجل.

## فوائده
يمد الجسم بالدفء والطاقة وينشط الحوامل والمرضعات ويساعد على زيادة الوزن ويعمل على تغذية البنكرياس والطحال والمعدة.

## السعرات الحرارية في 100 غ من المُتشي
235 سعرة حرارية